# Mira Awad
Mīrā ’Anwar ‘Awaḍ (arabsky 'ميرا أنور عوض', transkribováno jako Mīrā ’Anwar ʕawaḍ) (hebrejsky 'מירה אנואר עווד') (bulharsky Мира Ануар Ауад) (narozena 11. června 1975) je izraelská arabská zpěvačka, herečka, skladatelka a aktivistka žijící v Tel Avivu
V roce 2009 spolu s židovskou izraelskou zpěvačkou Achinoam Nini reprezentovala Izrael na Eurovizi 2009 v Moskvě s písní "There Must Be Another Way".

## Život a kariéra
Mira ‘Awaḍ se narodila ve městě Rama v regionu Galilee na severu Izraele křesťanským rodičům - izraelsko-arabskému otci a bulharské matce. Vystudovala Školu jazzové a moderní hudby v Ramat ha-Šaronu a divadelní školu při Americko-izraelské kulturní nadaci, která jí zařídila stipendium. V Izraeli a Spojeném království se podílela na produkci uměleckých workshopů pod záštitou Britského koncilu.
Popularitu nabyla díky roli palestinské advokátky Amal v izraelském sitcomu Arab Labor (2007). Současně se objevila v romantickém dramatu režiséra Eytana Foxe Bublina (2006). Pěvecky se angažovala jako interpretka titulních písní k filmům Odpouštění a Citrónový sad.
V roce 2002 poprvé spolupracovala s Achinoam Nini na cover verzi písně "We Can Work It Out" od Beatles. Později se objevila na albu řeckého zpěváka George Dalarase a projektu izraelského hudebníka Idana Raichela
Zúčastnila se také populárního dětského festivalu "Festigal 2002", s písní Take the Journey. V roce 2005 se přihlásila do soutěže Kdam, izraelského národního kola do Eurovision Song Contest, avšak neuspěla. Na Eurovizi do Kyjeva odjela Širi Maimon.

### 2009: Eurovision Song Contest
Počátkem roku 2009 izraelská veřejnoprávní televize IBA nominovala Miru s Achinoam Nini coby reprezentantky na nadcházející Eurovizi v Moskvě. V Izraeli i v arabském světě tato zpráva vyvolala značné kontroverze; Izrael má na mezinárodní soutěži reprezentovat umělkyně arabského původu. Arabské náboženské organizace vypustily do oběhu petici, jíž protestovali proti rozhodnutí IBA, radikální spolky dokonce zpěvačce hrozily smrtí. Přesto obě umělkyně rezolutně prohlásily, že na Eurovizi vystoupí.
V národním kole zazpívaly čtyři písně, z nichž diváci a odborná porota vybrali píseň "There Must Be Another Way" ("Musí být jiná cesta") (pod hebrejským titulem "Einaiych") hebrejsko-anglicko-arabskou baladu o přetrvávající válce mezi národy a bolesti, kterou především konflikt arabského světa s Izraelem působí obyvatelům obou sfér. V reakci na spekulace světových médií zpěvačky prohlásily, že jejich gesto je čistě diplomatické, nenese v sobě žádné politické spojitosti a nestojí za ním pohnutky izraelských vůdců. "Nebyla jsem nominována vládou. S nabídkou jsme Noa a já souhlasily díky naší osmileté spolupráci." vyjádřila se Mira. Píseň následně podpořil sir Paul McCartney. 

12. května 2009 Noa a Mira Awad vystoupily v Moskvě v prvním semifinále Eurovize, kde postoupily ze sedmého místa do finálového kola, probíhajícího 16. května. Zde byly bodově oceněny kombinací hlasování diváků a poroty z deseti zemí včetně České republiky a Slovenska. Nejvíce bodů jim přisoudili hlasující z Francie, Belgie a Bosny a Hercegoviny. S celkovým počtem 53 bodů zpěvačky obsadily celkově 16. místo.
Den před finále bylo vydáno společné album There Must Be Another Way, obsahující duety i sólové písně obou zpěvaček, sólové kousky i covery slavných hitů.
V červnu následně vyšlo debutové album Miry, "Bahlawan" ("بهلوان").
O rok později zpěvačka zasedla v porotě, která v televizním pořadu vybírala píseň pro Harela Skaata, interně nominovaného reprezentanta na Eurovizi 2010.
‘Awaḍ se zúčastnila páté série izraelské odnože televizní soutěže Dancing with the Stars. S tanečníkem Danim Yochtmanem obsadili čtvrté místo.

### Divadlo
Na divadelních prknech Mira debutovala v roce 1998 po dokončení studií. O čtyři roky později ztvárnila Elize Doolittle ve hře My Fair Lady v telavivském divadle Cameri.. Ve stejných prostorách si v roce 2006 zahrála postavu příslušnice vojenských sil Izraele v muzikálové adaptaci novely Maye Arada "Jiné místo, cizí město". Další postavu Palestinky ztvárnila následně ve hře "Návrat do Hafie" (2008)."

## Politické názory a aktivismus
'Awad se označuje za Palestinku podle původu a Izraelku podle občanství.
Během voleb v Izraeli v roce 2009 'Awad vyslovila podporu komunistické straně Chadaš.
19. listopadu 2009 byly Mira a Noa obdržely cenu Chavivy Reikové za svoje mírové aktivity a zprostředkování dialogu mezi izraelským a arabským světem.